# Puerto Rico (Meta)
Pour les articles homonymes, voir Puerto Rico (homonymie).
Puerto Rico est une municipalité située dans le département de Meta en Colombie.